# 두부외상
두부외상(頭部外傷, 영어: head injury, 독일어: Kopftrauma)이란 머리에 외력이 가해져 발생한 장애 상태의 총칭이다. 외상성 뇌손상을 연발시키는 경우가 적지 않으며, 두부외상 발생 순간 뇌손상이 동반되기도 한다.
두부외상은 개방성 두부외상과 폐쇄성 두부외상으로 나뉘며, 머리의 모든 부위 즉 두피, 두개골, 두개내로 나뉘는데, 특히 뇌의 손상 정도가 가장 중요시된다.
두부외상은 수많은 국가에서 사망의 주 원인이다.

## 같이 보기
- 외상성 뇌손상
- 뇌진탕